# Miriana Conte
Miriana Conte (ur. 17 grudnia 2000) – maltańska piosenkarka. Reprezentantka Malty w 69. Konkursie Piosenki Eurowizji (2025).

## Życiorys

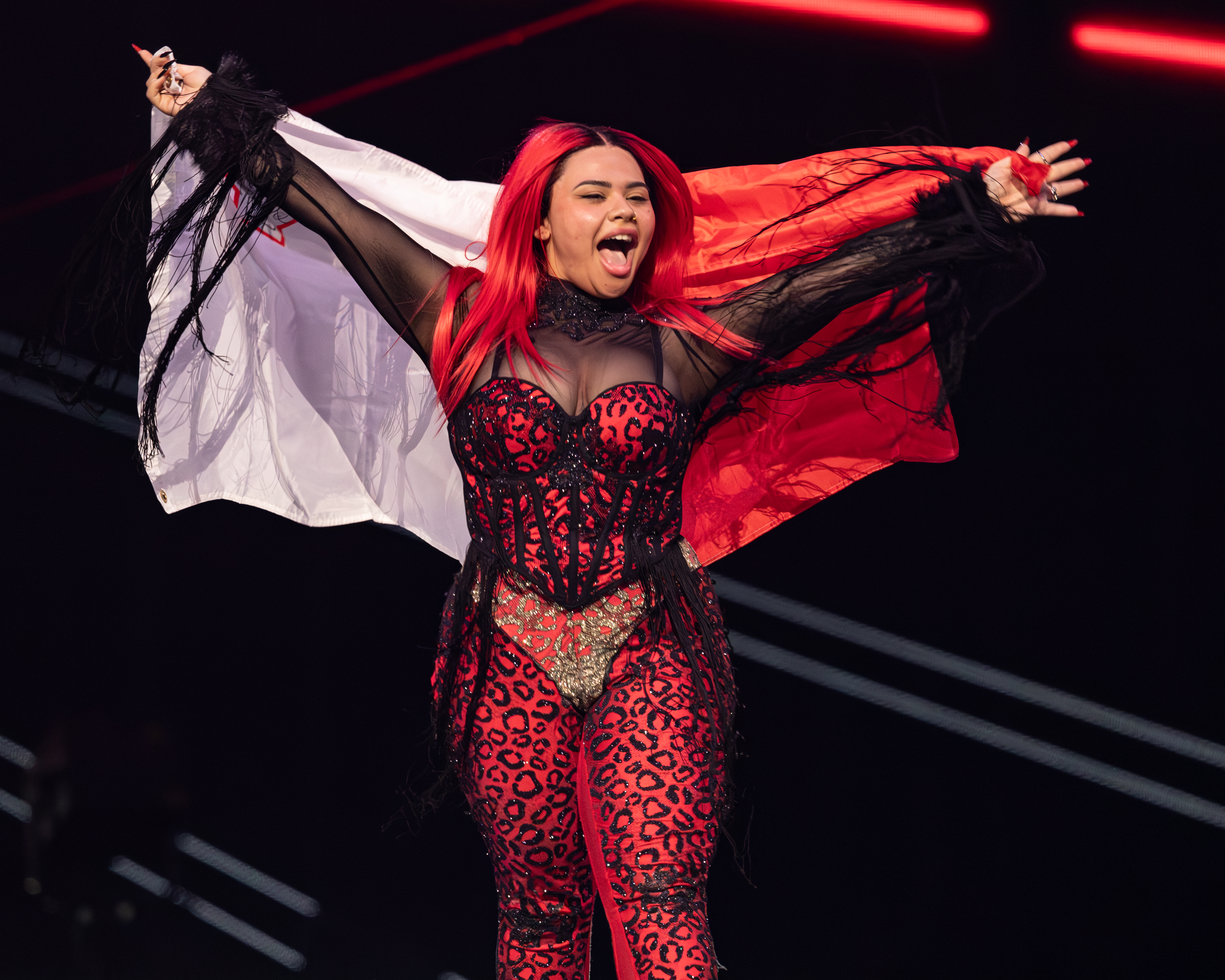
Miriana Conte podczas parady flag w finale 69. Konkursu Piosenki Eurowizji w Bazylei (2025)

Naukę śpiewu rozpoczęła w wieku 5 lat. Już jako nastolatka zapisana została do akademii sztuk scenicznych La Voix. Brała udział w wielu lokalnych i międzynarodowych festiwalach muzycznych m.in. Una Stella Sta Nascendo w 2014 roku.
W listopadzie 2015 jej debiutancki singiel „Reality” znalazł się na pierwszym miejscu w radiowej liście przebojów Malta's Top 10 radia 89.7 Bay. Jej kolejny z piosenką „I'm Yours” dotarła na tej samej liście do drugiego miejsca w październiku 2016.
W 2018 wzięła udział w pierwszej edycji maltańskiej wersji talent show X Factor, w której współtworząc grupę 4th line dostała się do finałowego etapu. W 2019 opuściła zespół. W 2019 wzięła udział, jako solistka, także w drugiej edycji X Factor Malta nie przechodząc jednak do finału. 
Z grupą maltańskich artystów wzięła udział w nagraniu utworu o tytule Roll the Dice stanowiący hymn maltańskiego Tygodnia Dumy w 2019.

### Konkurs Piosenki Eurowizji
W latach 2017-2025 kilkukrotnie startowała w maltańskich preselekcjach do Konkursu Piosenki Eurowizji:
- 2017 z utworem „Don't Look Down” – 16. miejsce[10].
- 2018 z utworem „Rocket” – 12. miejsce[11],
- 2022 z utworem „Look What You've Done Now” – 6. miejsce[12],
- 2024 z utworem „Venom” – 9. miejsce[13],
- 2025 z utworem „Serving” – 1. miejsce[2].

## Dyskografia

### Single
| Rok                                                      | Tytuł                       | Najwyższe pozycje na listach | Najwyższe pozycje na listach | Najwyższe pozycje na listach | Najwyższe pozycje na listach | Najwyższe pozycje na listach | Najwyższe pozycje na listach | Najwyższe pozycje na listach | Najwyższe pozycje na listach | Album |
| Rok                                                      | Tytuł                       | MLT Air.                     | MLT Dom. Air.                | GRE Int.                     | LTU                          | SWI                          | SWE                          | UK Down.                     | UK Sales                     | Album |
| -------------------------------------------------------- | --------------------------- | ---------------------------- | ---------------------------- | ---------------------------- | ---------------------------- | ---------------------------- | ---------------------------- | ---------------------------- | ---------------------------- | ----- |
| 2015                                                     | „Reality”                   | –                            | –                            | –                            | –                            | –                            | –                            | –                            | –                            | –     |
| 2016                                                     | „I'm Yours”                 | –                            | –                            | –                            | –                            | –                            | –                            | –                            | –                            | –     |
| 2017                                                     | „Don't Look Down”           | –                            | –                            | –                            | –                            | –                            | –                            | –                            | –                            | –     |
| 2018                                                     | „Rocket”                    | –                            | –                            | –                            | –                            | –                            | –                            | –                            | –                            | –     |
| 2022                                                     | „Look What You've Done Now” | –                            | –                            | –                            | –                            | –                            | –                            | –                            | –                            | –     |
| 2024                                                     | „Venom”                     | –                            | –                            | –                            | –                            | –                            | –                            | –                            | –                            | –     |
| 2025                                                     | „Serving”                   | 1                            | 1                            | 56                           | 47                           | 75                           | 90                           | 38                           | 39                           | –     |
| 2025                                                     | „Għajjejt (i8)”             | –                            | 6                            | –                            | –                            | –                            | –                            | –                            | –                            | –     |
| „–” oznacza, że singel nie był notowany na danej liście. |                             |                              |                              |                              |                              |                              |                              |                              |                              |       |